# Karl Szmidt

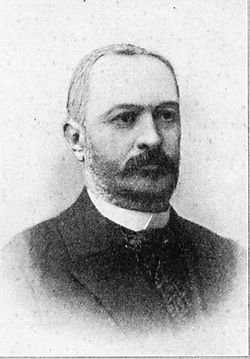

Karl Szmidt (ros. Карл Шмидт, niem. Karl Ferdinand Schmidt, rum. Carol Schmidt; ur. 13 czerwca?/25 czerwca 1846 w Bielcach, zm. 1928 w Kiszyniowie) – burmistrz Kiszyniowa w latach 1877–1903, rzeczywisty radca stanu.

## Życiorys
Pochodził z zamożnej rodziny – był synem lekarza, bałtyckiego Niemca, i jego żony, Polki z pochodzenia. Urodzony w Bielcach, od 11. roku życia mieszkał z rodzicami w Kiszyniowie. Tam też ukończył gimnazjum. Przez dwa lata studiował na wydziale matematyczno-fizycznym Uniwersytetu Kijowskiego, ale przerwał naukę. Następnie wstąpił na wydział prawa Cesarskiego Uniwersytetu Noworosyjskiego w Odessie, który ukończył, uzyskując stopień doktora nauk prawnych. Po studiach wrócił do Besarabii i pracował najpierw jako pomocnik śledczego w ujeździe benderskim, a następnie śledczy ds. karnych w okręgu kiszyniowskim. W 1872 r. otrzymał również honorową godność sędziego pokoju.
W 1877 r. niespełna 30-letni Szmidt został wybrany na burmistrza Kiszyniowa. Jego głównym zadaniem było przekształcenie prowincjonalnego i mało reprezentacyjnego ośrodka miejskiego w nowoczesną stolicę guberni. Pod kierunkiem Szmidta uporządkowano i oczyszczono miasto, zainstalowano oświetlenie uliczne, wzniesiono szereg budynków użyteczności publicznej. Wśród nich były budynek Sądu Okręgowego w Kiszyniowie, nowe szpitale, Muzeum Ziemstwa, dom inwalidów wojennych na Ryszkanowce z kaplicą, sala koncertowa (nie przetrwała) oraz ratusz, oddany do użytku w 1901 r.. Szmidt przeznaczał miejskie fundusze na rozwój kiszyniowskich szkół ogólnokształcących i zawodowych Zdecydował o uruchomieniu w Kiszyniowie pierwszej linii tramwaju konnego. Zainicjował budowę pomnika Aleksandra Puszkina. Władał, oprócz ojczystego języka niemieckiego oraz języka rosyjskiego, także językiem rumuńskim i interesował się kulturą mołdawską.
Karl Szmidt odszedł ze stanowiska burmistrza Kiszyniowa w 1903 r., wstrząśnięty pogromem kiszyniowskim. Podczas napaści na kiszyniowskich Żydów przechowywał w swoim domu kilka rodzin żydowskich, a następnie organizował zbiórkę funduszy dla ofiar przemocy. Do 1908 r. pozostawał honorowym sędzią pokoju i członkiem zarządu Towarzystwa Kredytowego w Kiszyniowie. Do końca życia angażował się w działalność charytatywną, wspierając stołówki dla ubogich. Zmarł w Kiszyniowie i został pochowany na wielowyznaniowym Cmentarzu Centralnym, w kwaterze ewangelicko-augsburskiej. Jego grób został zniszczony, gdy władze radzieckie postanowiły zlikwidować tę część cmentarza i zbudować kino im. 40 lat Komsomołu.
Jeszcze za jego życia nazwano jego imieniem ulicę w Kiszyniowie. Ulicę Szmidta w 1944 r. przemianowano na Stalingradzką. W latach 1961–1990 była to ulica 25 Października, następnie – metropolity Warłaama. 
W 2014 r. w Kiszyniowie, na skwerze przed budynkiem Filharmonii Narodowej, został odsłonięty jego pomnik-popiersie autorstwa Wiaczesława Żyglickiego.